# Sylvania, Georgia
Sylvania är administrativ huvudort i Screven County i Georgia. Enligt 2010 års folkräkning hade Sylvania 2 956 invånare.